# Янгасалское сельское поселение
Янгасалское се́льское поселе́ние — муниципальное образование в Камско-Устьинском районе Татарстана Российской Федерации.
Административный центр — село Большая Янгасала.

## История
Статус и границы сельского поселения установлены Законом Республики Татарстан от 31 марта 2005 года № 26-ЗРТ «Об установлении границ территорий и статусе муниципального образования "Камско-Устьинский муниципальный район" и муниципальных образований в его составе».

## Население
| 2010 | 2011 | 2012 | 2013 | 2014 | 2015 | 2016 |
| ---- | ---- | ---- | ---- | ---- | ---- | ---- |
| 481  | ↘479 | ↘464 | ↘447 | ↘423 | ↘415 | ↘391 |
| 2017 | 2018 |      |      |      |      |      |
| ↘389 | ↘383 |      |      |      |      |      |

## Состав сельского поселения
| № | Населённый пункт | Тип населённого пункта       | Население |
| - | ---------------- | ---------------------------- | --------- |
| 1 | Большая Янгасала | село, административный центр |           |
| 2 | Шапкино          | деревня                      |           |